# Barretos (gemeente)
Barretos is een gemeente in de Braziliaanse deelstaat São Paulo. De gemeente telt 113.618 inwoners (schatting 2009).

## Aangrenzende gemeenten
De gemeente grenst aan Colina, Colômbia, Guaíra, Guaraci, Jaborandi, Morro Agudo en Olímpia.

## Geboren
- Maicon Pereira Roque (1988), voetballer